# Eileen Ermita-Buhain
Eileen Ermita-Buhain (Makati, 12 mei 1969) is een Filipijns politicus. Ze was van 2001 tot 2010 afgevaardigde namens het 1e kiesdistrict van Batangas en werd bij de verkiezingen van 2013 voor de vierde maal gekozen in het Filipijns Huis van Afgevaardigden. 

## Biografie
Eileen Ermita-Buhain werd geboren op 12 mei 1969 in Makati, een voorstad van de Filipijnse hoofdstad Manilla. Haar ouders zijn Elvira Ermita en luitenant-generaal Eduardo Ermita, voormalig afgevaardigde en minister van defensie en Executive Secretary in het kabinet van Gloria Macapagal-Arroyo. Ermita-Buhain behaalde na haar middelbareschoolopleiding aan het Assumption College in Makati een Bachelor of Arts-diploma psychologie aan de De La Salle University.
Ermita-Buhain was van 1992 tot 2001 werkzaam als assistente van haar vader bij het Filipijns Huis van Afgevaardigden. Bij de verkiezingen van 2001 werd ze namens het 1e kiesdistrict van Batangas zelf gekozen gekozen als lid van het Huis. Ze volgde hierbij haar vader op. Bij de verkiezingen van 2004 en die van 2007 werd ze herkozen. Ze was onder meer lid van de Commissies voor Bevolking en Familierelaties, voor Vrouwen, voor Lager en Hoger Onderwijs en de Commissie voor Jeugd, Sport en Toerisme. Met het haar toegewezen budget bekostigde ze infrastructurele werken in haar kiesdistrict en werden diverse schoolgebouwen, en andere publieke werken gebouwd. Ook zette ze enkele sportprogramma's op om jeugd te stimuleren te gaan sporten.
Nadat ze bij de verkiezingen van 2010 niet mee kon doen, omdat ze reeds de maximale drie opeenvolgende termijnen had gediend, werd Ermita-Buhain bij de verkiezingen van 2013 voor een vierde termijn gekozen in het Huis van Afgevaardigden.
Eileen Ermita-Buhain is getrouwd met voormalig topzwemmer Eric Buhain en kreeg met hem drie kinderen.